# Clariant
Clariant AG is een wereldwijd actief Zwitsers chemiebedrijf, met hoofdzetel in Muttenz (kanton Basel-Landschaft). Het richt zich op de productie van fijnchemicaliën die verder gebruikt worden door andere bedrijven. Het bedrijf is beursgenoteerd op de Swiss Exchange.

## Geschiedenis
Clariant ontstond in 1995 als een spin-off van Sandoz, dat daarna zelf opging in Novartis. Clariant behield de productie van fijnchemicaliën, terwijl Sandoz/Novartis zich toelegde op de geneesmiddelenbranche.
In 1997 nam het bedrijf de afdeling fijnchemicaliën van Hoechst over. Een andere belangrijke overname was in 2000 die van het Britse BTP (British Tar Products) plc. In 2005 nam Clariant de afdeling "Masterbatches" van Ciba over.
In 2008 voerde het bedrijf een grondige herstructurering door om uit de financiële crisis te komen. Het aantal personeelsleden daalde gevoelig en meer dan 20 productiesites werden gesloten over de hele wereld. In 2010 groeide de winst (vóór belasting) opnieuw aan tot 696 miljoen Zwitserse frank tegenover 220 miljoen in 2009.
In 2011 begon Clariant met de procedure voor de overname van het Duitse Süd-Chemie, een producent van adsorbenten en katalysatoren. De waarde van de overname ligt rond de 2 miljard euro (2,5 miljard Zwitserse frank). Op 8 april 2011 verklaarde de Europese Commissie geen bezwaar te hebben tegen deze overname.
In mei 2017 kondigden Clariant en het Amerikaanse Huntsman een fusie aan. Clariant is actief in plastics en coatings. Huntsman is gevestigd in Salt Lake City en maakt polyurethaan en afgeleide producten zoals isolatiemateriaal. De combinatie krijgt een omzet van US$ 16 miljard en een marktwaarde van naar schatting US$ 14 miljard. De fusie wordt uitsluitend in aandelen afgewikkeld en de oud-aandeelhouders van Clariant krijgen 52% van de aandelen in het nieuwe bedrijf in handen. Clariant behaalde in 2016 een lagere omzet dan Huntsman, maar behaalde wel een hogere winst. Na toestemming van de toezichthouders en aandeelhouders kan de transactie voor het jaareinde 2017 worden afgerond. In oktober werd het fusieplan afgeblazen. White Tale Holdings, een vehikel van twee Amerikaanse hedgefondsen, had fel geageerd tegen de plannen waardoor een twee derde meerderheid voor de fusieplannen onhaalbaar bleek.
In 2017 maakte Clariant bekend dat het een joint venture aanging met Tiangang, een Chinese producent en verdeler van specialty chemicals. Op 21 juni 2018 openden de twee bedrijven samen een nieuwe productiesite in Cangzhou.
In 2023 werd de overname aangekondigd van Lucas Meyer Cosmetics (LMC), een bedrijfsonderdeel van International Flavors and Fragrances (IFF). Met deze overname breidt Clariant het productaanbod uit voor cosmetica en andere persoonlijke verzorgingsproducten. LMC behaalde een jaaromzet van ongeveer US$ 100 miljoen en de overnamesom was US$ 0,8 miljard (circa CHF 0,75 miljard). Op 2 april 2024 werd deze transactie afgerond.

## Activiteiten
In 2024 behaalde het bedrijf een omzet van ruim vier miljard frank. In dat jaar werd CHF 126 miljoen uitgegeven aan R&D. De activiteiten vonden plaats op 71 productielocaties en zijn verdeeld over de volgende business units:
- Care Chemicals (2024: circa 4000 voltijdsmedewerkers):
  - Personal & Home Care
  - Crop Solutions, zoals pesticiden en biociden
  - Industrial Applications
  - Base Chemicals
  - Oil Services
  - Mining Solutions
- Catalysts (2000 fte's):
  - Propylene
  - Ethylene
  - Syngas & Fuels
  - Specialities
  - Biofuels & Derivatives
- Absorbents & Additives (2700 fte's):
  - Absorbents (verdeeld over drie regio's)
  - Additives Coatings & Adhesives
  - Additives Polymer Solutions

Care Chemicals is met een omzetaandeel van 54% in 2024 veruit de grootste van de drie. De andere twee activiteiten zijn ongeveer even groot gemeten met dezelfde maatstaf. De Verenigde Staten is de grootste afzetmarkt, gevolgd door de Volksrepubliek China en Duitsland.
In België heeft Clariant een vestiging in Louvain-la-Neuve.